# Горбачёв, Владимир Константинович
Владимир Константинович Горбачёв (1 ноября 1898 года, выселок Дежкавцы, Волковысский уезд, Гродненская губерния — 19 декабря 1955 года, Днепропетровск) — советский военный деятель, генерал-майор (21 мая 1942 года).

## Ранняя биография
Владимир Константинович Горбачёв родился 1 ноября 1898 года в выселке Дежкавцы ныне Свислочского района Гродненской области Белоруссии.

## Военная служба

### Первая мировая и гражданская войны
В июне 1916 года призван в ряды Русской императорской армии и направлен рядовым в кавалерийскую школу 17-й кавалерийской дивизии. Во время Февральской революции 1917 года в составе маршевого эскадрона переведён в кавалерийский полк при Офицерской стрелковой школе в Риге.
В апреле 1918 года рядовой В. К. Горбачёв демобилизован, после чего переехал в город Молога (Ярославская губерния), где работал в уездном продкоме.
В марте 1920 года призван в ряды РККА и направлен военкомом пулемётной команды в составе 22-го Воронежского кавалерийского полка (4-я кавалерийская дивизия, 1-я конная армия), после чего в ходе советско-польской войны в период с мая по июнь того же года принимал участие в наступательных боях в районе Житомира, Новоград-Волынского и Ровно, а затем — в боевых действиях на львовском направлении и в районе Замостья. В октябре того же года 4-я кавалерийская дивизия участвовала в боях против войск под командованием генерала П. Н. Врангеля на территории Северной Таврии и Крыма, а в ноябре-декабре — против вооружённых формирований под руководством Н. И. Махно.

### Межвоенное время
После окончания войны с мая 1921 года В. К. Горбачёв продолжил служить в составе 4-й Петроградской кавалерийской дивизии на должностях помощника военкома и помощника командира 20-го Сальского кавалерийского полка, а с марта 1922 года — на должности помощника командира 19-го Манычского кавалерийского полка. В сентябре 1922 года направлен на учёбу в Высшую кавалерийскую школу в Петрограде, после окончания которой в сентябре 1924 года вернулся в 19-й Манычский кавалерийский полк на прежнюю должность.
В марте 1929 года назначен на должность командира дивизиона в Борисоглебско-Ленинградской кавалерийской школе, а в декабре 1931 года — на должность командира и комиссара 71-го Ульяновского Краснознаменного кавалерийского полка в составе 4-й кавалерийской бригады, который в марте 1932 года был передислоцирован в город Никольск-Уссурийский, где включён в состав 8-й Дальневосточной кавалерийской дивизии ОКДВА.
С сентября 1934 года Владимир Константинович Горбачев служил начальником Зимовниковского военного конного завода РККА в Ростовской области, с октября 1938 года — командиром 117-го кавалерийского полка (11-я Гомельская кавалерийская дивизия), с января 1940 года — командиром 41-го мотострелкового полка (84-я моторизованная дивизия, 3-й механизированный корпус), а с 11 марта 1941 года — командиром 202-й моторизованной дивизии (12-й механизированный корпус, 8-я армия, Прибалтийский военный округ).

### Великая Отечественная война
С началом войны 202-я моторизованная дивизия под командованием полковника В. К. Горбачёва вступила в бой в районе города Кельме, а затем отступала по направлению на Шяуляй, Ригу, Псков и далее на Старую Руссу и затем вела оборонительные боевые действия Сольцами. В условиях угрозы окружения в районе Сольцов полковник В. К. Горбачев 13 июля без приказа высшего командования отвёл части дивизии с занимаемых позиций, за что 16 июля был отстранён от должности и отдан под суд и затем осуждён на два года условно.
В октябре 1941 года назначен командиром 940-го стрелкового полка, однако в том же месяце переведён на должность начальника штаба 262-й стрелковой дивизии, которая вскоре принимала участие в боевых действиях в ходе Калининских оборонительной и наступательной операций. 11 декабря 1941 года назначен на должность командира этой же дивизии, которая вскоре участвовала в Демянской наступательной операции.
С 28 июня 1943 года лечился в госпитале по болезни и по выздоровлении 14 сентября того же года назначен заместителем командира 92-го стрелкового корпуса, который принимал участие в Невельской и Белорусской наступательных операциях. В сентябре 1944 года генерал-майор В. К. Горбачёв переведён на должность командира 145-й стрелковой дивизии, которая вела боевые действия в ходе Рижской и Восточно-Прусской наступательной операций.
В марте 1945 года назначен командиром 346-й стрелковой дивизии.

### Послевоенная карьера
После окончания войны находился на прежней должности.
В августе 1945 года назначен на должность командира 321-й стрелковой дивизии, в июле 1946 года — командиром 38-й отдельной стрелковой бригады, а в марте 1947 года — на должность командира 4-й отдельной гвардейской Прилукской стрелковой бригады, дислоцированной в Днепропетровске. В августе 1948 года генерал-майор Владимир Константинович Горбачёв за упущения по службе был отстранён от занимаемой должности, после чего находился и в кадровом резерве и 18 декабря того же года вышел в отставку.
Умер 19 декабря 1955 года в Днепропетровске. Похоронен на Братском кладбище в парке имени 40-летия освобождения Днепропетровска.

## Награды
- Орден Ленина;
- Четыре ордена Красного Знамени;
- орден Отечественной войны I степени;
- Медали.